# Peteroma dastona
Peteroma dastona är en fjärilsart som beskrevs av William Schaus 1901. Peteroma dastona ingår i släktet Peteroma och familjen nattflyn. Inga underarter finns listade i Catalogue of Life.